# Saillagouse
Saillagouse település Franciaországban, Pyrénées-Orientales megyében. Lakosainak száma 1161 fő (2022. január 1.). Saillagouse Llívia, Estavar, Font-Romeu-Odeillo-Via, Eyne, Llo, Err és Sainte-Léocadie községekkel határos.

## Népesség
A település népessége az elmúlt években az alábbi módon változott:
| Lakosok száma | 1068 | 1101 | 1126 | 1089 | 1118 | 1146 | 1175 | 1173 | 1161 |
|               | 2013 | 2015 | 2016 | 2017 | 2018 | 2019 | 2020 | 2021 | 2022 |